# Иннес, Космо
Космо Нельсон Иннес (англ. Cosmo Nelson Innes; 9 сентября 1798 — 31 июля 1874) — шотландский адвокат, судья, историк и писатель, а также член Королевского общества Эдинбурга.
Космо был опытным дешифровщиком древних шотландских записей и помог в составлении, редактировании и классификации Актов шотландского парламента 1124—1707 годов. По его словам, он был высоким, красивым, но очень застенчивым. Иннес был обвинен в сочувствии к католикам (в то время это являлось незаконным) и вошёл в состав шотландской Епископальной Церкви (близкой к католичеству). Дин Рамзи, глава Епископальной Церкви, был одним из его хороших друзей.

## Биография

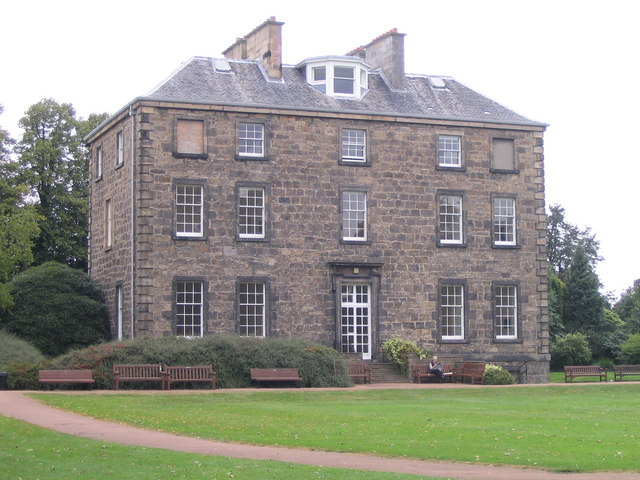
Дом Космо Иннеса: Inverleith House

9 сентября 1798 года в Дуррисовом замке у писателя Джона Иннеса и Ефимии Рассел родился сын — Космо. Ему дали второе имя — Нельсон в честь вице-адмирала Горацио Нельсона, который командовал британским флотом в битве при Ниле. Тринадцать из четырнадцати братьев и сестёр Космо умерли, выжили только он и его сестра Элизабет.
Он обучался в средней школе Эдинбурга, затем в Эдинбургском университете под руководством Джеймса Пиллэнса. Дальше Космо продолжил обучение в университетах Абердина и Глазго, а потом в Баллиол-колледже (1817—1820). В 1822 году он был принят на адвокатский факультет, а в 1846 назначен профессором Конституционного права и Истории в Эдинбургском университете.
В 1830-х годах Иннес жил в бывшем доме Аллана Рамзи, располагающемся в начале Королевской Мили.
С 1840 по 1852 год Космо был шерифом Элджиншира. В это время ему приходилось успокаивать протестующих, сердитых на вывоз картофеля из их округа из-за ирландского картофельного голода. В 1852 году он ушёл в отставку, чтобы достичь успеха в роли главного клерка в шотландском сессионном суде.
В 1843 году Космо Иннес стал членом Edinburgh Calotype Club, одного из первых в мире фотографических обществ. Он также был участником Spalding Club, Maitland Club и Bannatyne Club.
В 1858 году он был избран членом Королевского общества Эдинбурга, благодаря Джеймсу Томсону Гибсону Крэйгу. С 1862 по 1869 год — вице-президент данного общества.
После этого Иннес жил в Inverleith House на севере Эдинбурга. Дом до сих пор существует и является центром Королевского ботанического сада Эдинбурга.
31 июля 1874 года Космо внезапно умер во время «Горного Тура» в Киллине на севере Стирлингшира. Его тело доставили на кладбище Warriston в Эдинбурге и захоронили 5 августа.

## Работы
Иннес был автором таких произведений, как Мемуары Томаса Томсона, Адвоката (англ. Memoir of Thomas Thomson, Advocate; 1854), Шотландия в Средневековье (англ. Scotland in the Middle Ages; 1860), Очерки Ранней шотландской Истории (англ. Sketches of Early Scottish History; 1861), Лекции по шотландским правовым предметам старины (англ. Lectures on Scotch Legal Antiquities; 1872) и Воспоминания о шотландской Жизни и Характере (Reminiscences of Scottish Life and Character; 1875, совместно с Дином Рамзи). Он также отредактировал много исторических рукописей для общества Bannatyne Club и для других антикварных клубов. Кроме того, он часто писал для Quarterly Review и North British Review.
Фотографические работы включают в себя «Тур: Побережье Испании» (альбом 1857 г.); Церковь в Мидколдере (1856 г.); Замок Dunrobin (1856 г.); и Собор Элджина (1856 г.).

## Семья
В 1826 году Иннес женился на Изабелле Роуз, дочери Хью Роуза из Kilravock. У них было девять детей: пять мальчиков и четыре девочки.
Его дочь, Кэтрин Иннес, вышла замуж за историка Джона Хилла Бёртона в 1855 году. Среди их детей были инженер В. К. Бертон, художница Мэри Роуз Хилл Бертон и химик Космо Иннес Бертон.
Его дочь, Мэри, вышла замуж за Роберта Финли, лорда-канцлера Великобритании.
С 1836 года Космо и его жена были назначены официальными опекунами мисс Изабеллы Грант, дочери Патрика Гранта, который умер в Индии. В 1844 году ее дядя, Александр Грант, оспаривал опекунство, но суд признал предложение неуместным.